# Jelle Vanendert
Jelle Vanendert, né le 19 février 1985 à Neerpelt, est un coureur cycliste belge, professionnel de 2007 à 2021, il a notamment remporté une étape du Tour de France 2011 au plateau de Beille.

## Biographie

### Jeunesse et carrière amateur
En catégorie junior, Jelle Vanendert participe avec l'équipe de Belgique aux championnats du monde sur route à Hamilton au Canada, et y prend la 43e place de la course en ligne.
En 2004, Jelle Vanendert est membre de l'équipe belge de troisième division Jartazi-Granville. Il rejoint l'année suivante l'équipe continentale belge Bodysol-Win For Life-Jong Vlaanderen. Il y reste deux ans et côtoie d'autres jeunes espoirs belges, tels que Dominique Cornu, Greg Van Avermaet et Jürgen Roelandts.
En 2006 avec cette équipe, il remporte le Grand Prix de Waregem, le Grand Prix Joseph Bruyère, dernière manche de la Topcompétition,, une étape de la Ronde de l'Isard d'Ariège à Guzet-Neige, et prend la 15e place du classement final de cette course après avoir été leader pendant deux jours. Il est également dixième de la Course des raisins à Overijse et septième du Grand Prix de Wallonie, remporté à Namur par Philippe Gilbert. Avec l'équipe de Belgique espoirs, il prend la troisième place du Giro delle Regioni, la septième place du championnat d'Europe des moins de 23 ans et la cinquième place de la course en ligne des moins de 23 ans aux championnats du monde sur route à Salzbourg, en Autriche, tandis que son coéquipier Dominique Cornu devient champion du monde du contre-la-montre dans cette catégorie.
Il est le frère de Dennis Vanendert et le cousin de Roy Sentjens.

### Carrière professionnelle

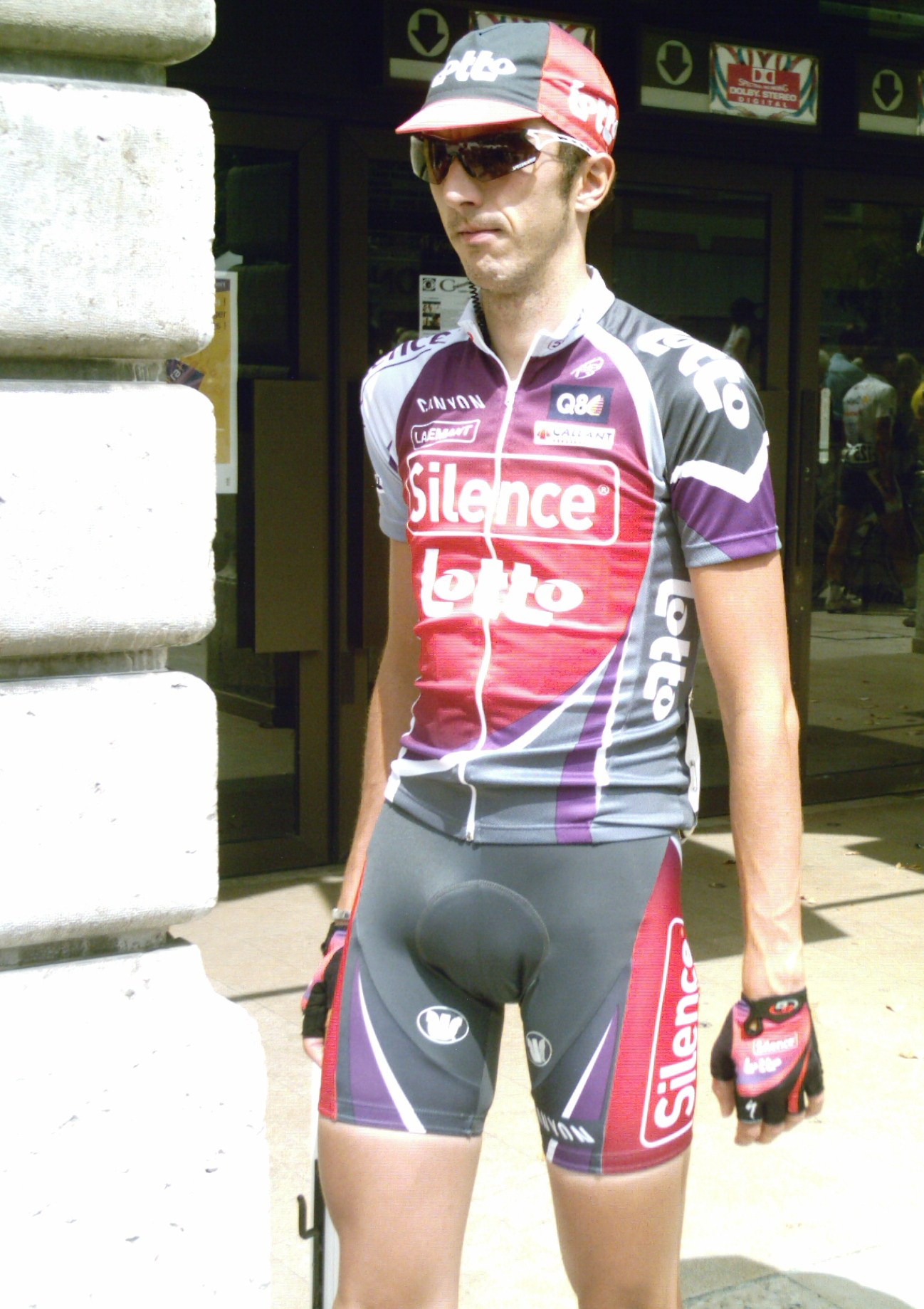
Jelle Vanendert lors du Tour de l'Ain 2009.

Jelle Vanendert passe professionnel en 2007 dans l'équipe continentale professionnelle belge Chocolade Jacques-Topsport Vlaanderen. Vainqueur de la Flèche flamande en mars, il participe en avril aux classiques ardennaises, où il se classe douzième et meilleur Belge de la Flèche wallonne, et 25e de Liège-Bastogne-Liège. Il obtient plusieurs places d'honneur par la suite, dont la 4e place de l'étape ardennaise du Tour de Belgique, la 5e place de l'étape du Tour de l'Avenir arrivant à Super-Besse, la 8e place du Grand Prix de Wallonie. À nouveau sélectionné en équipe de Belgique des moins de 23 ans pour les championnats du monde, il prend cette fois la 52e place de la course en ligne après avoir été échappé.
Il est recruté en 2008 par la formation ProTour française La Française des jeux, en compagnie de son coéquipier Tom Stubbe. En juin, lors du Critérium du Dauphiné libéré 2008, il chute dans la descente du col du Cucheron et se fracture la hanche. Il reprend la compétition en août et participe au Tour d'Espagne, son premier grand tour, qu'il termine à la 101e place.
En 2009, Jelle Vanendert est recruté par l'équipe belge Silence-Lotto, avec ses coéquipiers de la Française des Jeux Philippe Gilbert, Tom Stubbe et Mickaël Delage. Il y rejoint son cousin Roy Sentjens, professionnel depuis 2002. Celui-ci met fin à sa carrière en septembre 2010, à la suite d'un contrôle antidopage positif.
Durant sa première saison avec Silence-Lotto, Jelle Vanendert est notamment 6e du Grand Prix de Francfort, 9e du Tour d'Autriche, 13e du Tour de Wallonie. En 2010, il chute lors du Tour d'Andalousie et se blesse au genou. En fin de saison, il participe à nouveau à la Vuelta, qu'il abandonne, souffrant encore au genou.
Jelle Vanendert devient en 2011 un coéquipier important de Philippe Gilbert. Il est le dernier membre de l'équipe à ses côtés lors des classiques ardennaises. Gilbert est le deuxième coureur, après Davide Rebellin, à y réaliser un triplé. Jelle Vanendert se classe sixième de la Flèche wallonne,,. En juillet, il participe à son premier Tour de France. Il épaule Philippe Gilbert, qui remporte la première étape,, puis joue les premiers rôles dans les Pyrénées. D'abord deuxième d'étape à Luz-Ardiden, derrière Samuel Sánchez qui s'était échappé avec lui dans la descente du col du Tourmalet, il remporte le surlendemain la 14e étape au plateau de Beille, en s'échappant seul à 7 km de l'arrivée. Il devient ainsi le premier vainqueur belge dans une étape de montagne du Tour de France depuis Lucien Van Impe à Avoriaz dans le Tour 1983. Il prend à cette occasion le maillot à pois de meilleur grimpeur qu'il garde pendant cinq étapes. Il termine à la 19e place de ce Tour,.
Il se classe 2e des Amstel Gold Race 2012 et 2014. 
Il est sélectionné pour la course en ligne des championnats du monde 2014. À la fin de la saison 2014, le contrat qui le lie à son employeur est prolongé pour l'année suivante.
Fin 2015, il prolonge une nouvelle fois son contrat avec Lotto-Soudal.
Au mois d'octobre 2016, il prolonge de deux ans le contrat qui le lie à la formation belge Lotto-Soudal. 
Il termine 3e de la Flèche wallonne en 2018.
Au deuxième semestre 2019, il se classe septième de la Classique de Saint-Sébastien.
Membre de l'équipe Bingoal-Wallonie Bruxelles à partir de 2020, sa non-sélection pour le Tour de Wallonie 2021 l'affecte moralement. Il décide alors d'arrêter sa carrière en fin de saison 2021 et espère disputer sa dernière course lors du Grand Prix de Wallonie.
En mars 2023, il annonce son intention de rejoindre la Police fédérale arguant que « comme en cyclisme, le métier d'inspecteur est chaque jour différent ». 

## Palmarès et classements mondiaux

### Palmarès
| - 2001 - 3e du championnat de Belgique du contre-la-montre débutants - 2002 - 3e de la Ronde des vallées - 2004 - 2e étape du Tour de la province de Namur - 2005 - 2e du Circuit de Wallonie - 3e de Hasselt-Spa-Hasselt - 2006 - Grand Prix de Waregem - 2e étape de la Ronde de l'Isard d'Ariège - Grand Prix Joseph Bruyère - 3e du Tour des régions italiennes - 5e du championnat du monde sur route espoirs - 7e du championnat d'Europe sur route espoirs - 2007 - Flèche flamande - 2011 - 14e étape du Tour de France - 6e de la Flèche wallonne - 9e de la Classique de Saint-Sébastien | - 2012 - 2e de l'Amstel Gold Race - 4e de la Flèche wallonne - 10e de Liège-Bastogne-Liège - 2014 - 2e de l'Amstel Gold Race - 6e de la Flèche wallonne - 6e de la Classique de Saint-Sébastien - 2018 - 4e étape du Tour de Belgique - 2e du Tour de Belgique - 3e de la Flèche wallonne - 10e de l'Amstel Gold Race - 2019 - 7e de la Classique de Saint-Sébastien - 9e de la Flèche wallonne |  |

### Résultats sur les grands tours

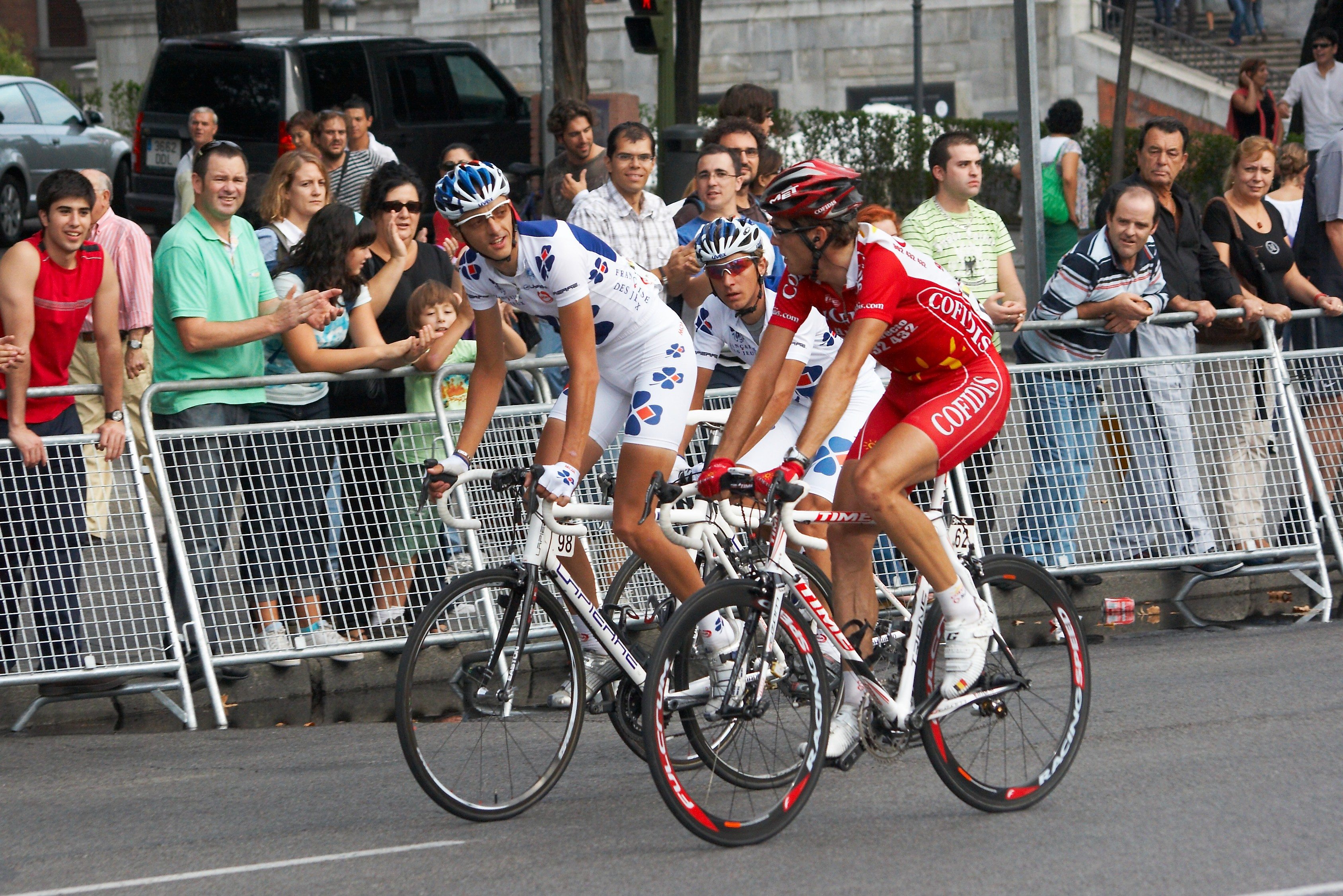
Jelle Vanendert lors du Tour d'Espagne 2008

#### Tour de France
3 participations
- 2011 : 19e[18],[19], vainqueur de la 14e étape.
- 2012 : 29e
- 2018 : abandon (19e étape)

#### Tour d'Italie
3 participations
- 2009 : abandon (14e étape)
- 2016 : 91e
- 2019 : abandon (5e étape)

#### Tour d'Espagne
4 participations
- 2008 : 101e
- 2010 : abandon (15e étape)
- 2013 : abandon (14e étape)
- 2015 : 82e

### Classements mondiaux
| Année           | 2005 | 2006 | 2007 | 2008 | 2009 | 2010 | 2011 | 2012 | 2013 | 2014 | 2015 |
| --------------- | ---- | ---- | ---- | ---- | ---- | ---- | ---- | ---- | ---- | ---- | ---- |
| UCI World Tour  |      |      |      |      |      |      | 77e  | 50e  |      | 50e  | nc   |
| UCI Europe Tour | 682e | 102e | 233e |      |      |      |      |      |      |      |      |

## Distinction
- Vélo de cristal du meilleur équipier : 2011